# Boston Dynamics
Boston Dynamics is een Amerikaans bedrijf gespecialiseerd in engineering en robotica. Het bedrijf werd opgericht in 1992 en 80% van de aandelen zijn in handen van het Zuid-Koreaanse Hyundai, na de verkoop van Boston Dynamics behield Japanse conglomeraat SoftBank 20% van de aandelen. Eerder was het een volledig dochterbedrijf van SoftBank en daarvoor van Google. Het wordt beschouwd als een van de meest geavanceerde roboticabedrijven ter wereld.

## Geschiedenis

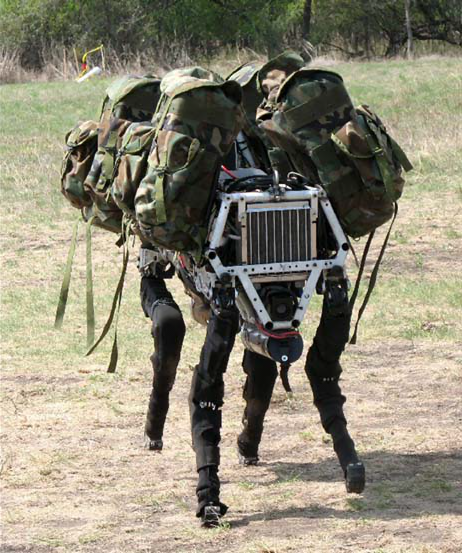
De looprobot BigDog die wordt ingezet als pakezel

Boston Dynamics ontstond in 1992 als afsplitsing van het Massachusetts Institute of Technology, geleid door Marc Raibert. Het bedrijf kreeg internationale bekendheid met zijn looprobots, zoals de hondachtige BigDog uit 2005 en de Cheetah uit 2012, en de mensachtige Atlas.
In april van 2012 kondigde DARPA aan dat Boston Dynamics de enige leverancier van robotsystemen was voor de DARPA Robotics Challenge. Met een contract van 10,8 miljoen dollar ging Boston Dynamics een serie robots leveren met een prijzengeld van 2 miljoen dollar. Het doel van de competitie is het creëren van autonome robots die ingezet kunnen worden bij natuur- en kernrampen.
Eind 2013 werd Boston Dynamics door Google X overgenomen. Er wordt geschat dat hiervoor een bedrag van 300 tot 500 miljoen euro was neergeteld. Enkele jaren later kwam Google tot de conclusie dat het roboticabedrijf niet winstgevend was en zette het in de verkoop. In eerste instantie toonde Toyota interesse, maar de overname werd gesloten met SoftBank. In december 2020 werd bekend dat Hyundai het bedrijf weer van SoftBank zou overnemen voor een geschat bedrag van 760 miljoen euro. SoftBank behield hierbij 20% van de aandelen.

## Ontwikkelingen
- PETMAN, een mensachtige robot voor het testen van beschermende pakken
- Atlas, een mensachtige robot
- BigDog, een vierbenige looprobot
- SandFlea, een vierwielige robot die sprongen tot 8 meter kan maken
- RHex, een zespotige robot voor off-road terrein
- RiSe, een zespotige klimrobot
- LittleDog, een vierbenige looprobot
- Spot, een vierbenige looprobot met elektrische aandrijving
- SpotMini, kleinere versie van de Spot
- LS 3, een vierbenige robot met een draaglast van 150 tot 180 kilogram
- Cheetah, een vierbenige looprobot met een topsnelheid van 46 kilometer per uur
- Wildcat, een looprobot die kan galopperen en hinkelen
- Handle, een tweewielige robot met twee armen. Kan sprongen tot 1,20 meter maken en heeft een bereik van 25 kilometer.